# Kunaibidion
Kunaibidion is een kevergeslacht uit de familie van de boktorren (Cerambycidae). De wetenschappelijke naam van het geslacht werd voor het eerst geldig gepubliceerd in 1998 door Giesbert.

## Soorten
Kunaibidion is monotypisch en omvat slechts de volgende soort:
- Kunaibidion panamensis Giesbert, 1998